# Axel Moberg
Pour les articles homonymes, voir Moberg.
Karl Axel Moberg (Norrköping, 15 juin 1872 – 11 août 1955) est un orientaliste et professeur d'université suédois.
Moberg a commencé ses études à Lund en 1890. Il a été nommé Dozent en langues sémitiques en 1902 et a obtenu son doctorat en 1903. En 1908 il a été nommé professeur de langues orientales à l'université de Lund.
Moberg a été considéré comme un excellent connaisseur de la langue syriaque. Son œuvre la plus importante dans ce domaine est le Buch der Strahlen, die grössere Grammatik des Barhebräus, Übersetzung nach einem kritisch berichtigten Texte (1, 1907, II, 1913). Il est également l'auteur de Ur cAbd allâh b. cAbd ez-Zâhir’s biografi över sultanen el-Melik el-Ašraf Ḥalil (1902), Gedichte von cObeidallāh b. Ahmed al-Mîkāli (1908) et de la première édition du Livre des Himyarites (1924).

## Publications (liste partielle)
- (de) Ur cAbd allâh b. cAbd ez-Zâhir’s biografi över sultanen el-Melik el-Ašraf Ḥalil. 1902
- (de) Buch der Strahlen, die grössere Grammatik des Barhebräus, Übersetzung nach einem kritisch berichtigten Texte. Band I 1907, Band II 1913
- (de) Gedichte von cObeidallāh b. Ahmed al-Mîkāli. 1908
- (en) The Book of the Himyarites. Fragments of a hitherto unknown Syriac work. Gleerup, Lund 1924